# Denis Browne
Pour les articles homonymes, voir Browne.
Denis George Browne, né le 21 septembre 1937 à Auckland et mort le 1er septembre 2024, est un évêque émérite catholique néo-zélandais.

## Biographie

### Formation
Denis Browne suit ses études primaires à la St Michael's Primary School de Remuera et ses études secondaires au prestigieux St Peter's College d'Auckland tenu par les frères chrétiens. Ensuite, il entre au Holy Name Seminary dirigé par les jésuites et il poursuit ses études au Holy Cross Seminary de Mosgiel dirigé par les lazaristes. Il est ordonné comme prêtre diocésain le 30 juin 1962 par James Liston, évêque d'Auckland à la cathédrale Saint-Patrick.

### Prêtre
Une fois ordonné, Denis Browne devient curé à Gisborne, jusqu'en 1968, puis à Papatoetoe, jusqu'en 1971, à Remuera, jusqu'en 1975, à Tonga (Nukualofa), jusqu'en 1977.

### Évêque
Le 29 juin 1977, Denis Browne est consacré évêque à la cathédrale Saint-Patrick d'Auckland, pour les îles Cook et Niue. Il est transféré au siège d'Auckland le 29 juin 1983, sous le pontificat de Jean-Paul II, où il sert jusqu'en 1994, date à laquelle il est nommé évêque de Hamilton.
Denis Browne a été président de la conférence des évêques de Nouvelle-Zélande et membre du comité exécutif de la Fédération des conférences épiscopales d'Océanie.
Le 22 novembre 2014, sa démission pour raison d'âge est acceptée par le pape François et son successeur, Stephen Lowe, est nommé à la même date. Stephen Lowe est consacré par Denis Browne en la cathédrale de la Bienheureuse-Vierge-Marie de Hamilton, le 13 février 2015.
Denis Browne meurt le 1er septembre 2024, à l’âge de 86 ans.